# Liste der Museen in Dresden

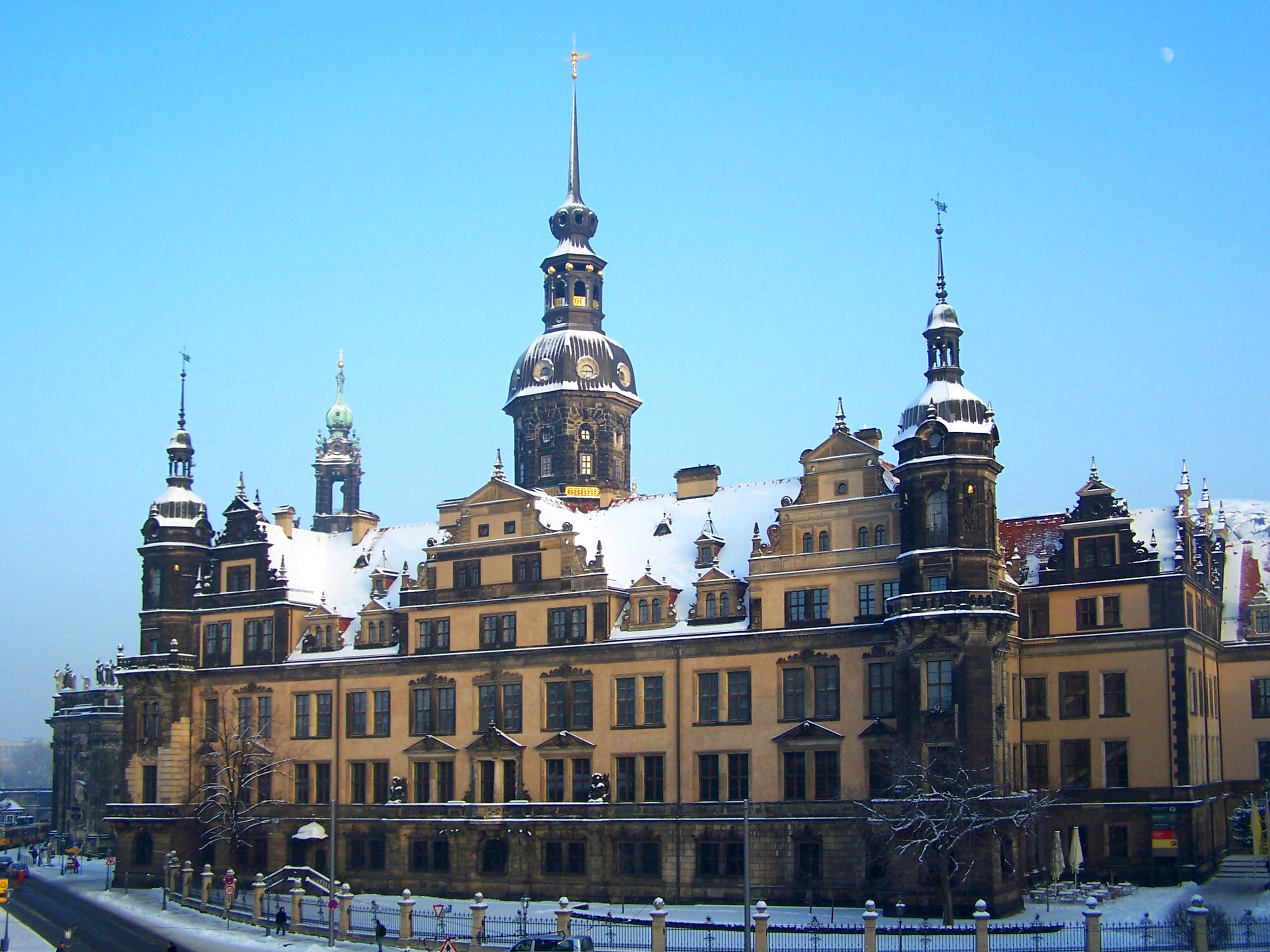
Im Residenzschloss Dresden sind vier Staatliche Kunstsammlungen untergebracht.

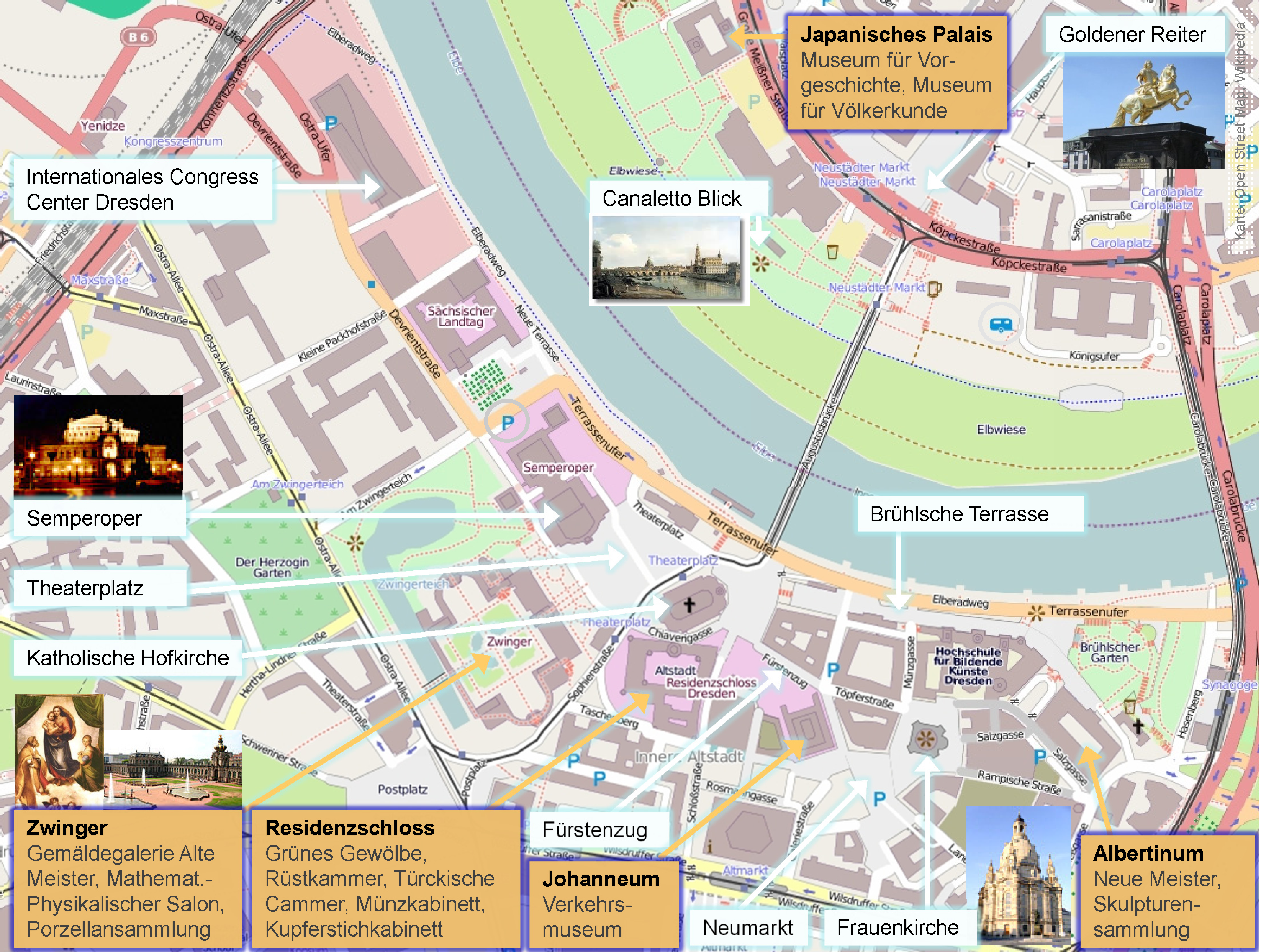
Lage von Museen im Dresdner Zentrum

Mit der Liste der Museen in Dresden wird zusammenfassend erkennbar, dass Dresden über eine vielseitige Museumslandschaft verfügt, die eine Komposition von historisch bedeutsamen und wertvollen jüngeren Einrichtungen darstellt. Einige Museen sind seit langer Zeit über die regionalen und nationalen Grenzen hinaus bekannt und haben wichtige Impulse zur Förderung der Künste, im Rahmen der Reformbewegungen des 20. Jahrhunderts und bei signifikanten wissenschaftlichen Entwicklungen vermittelt. Dieser über einige Jahrhunderte anhaltende kulturelle Beitrag Dresdens mit gegenwärtig etwa 50 Museen ist von europäischem Rang.

## Allgemeines
Eine Vorreiterrolle nehmen die bekannten Museen der Staatlichen Kunstsammlungen ein, die alljährlich hunderttausende Besucher anziehen, darunter zum Beispiel die Gemäldegalerie Alte Meister und das Grüne Gewölbe. Museen von nationaler Bedeutung sind das Deutsche Hygiene-Museum und das Militärhistorische Museum der Bundeswehr. Weitere Museumsverbünde in der Stadt sind die Naturhistorischen Sammlungen und die Museen der Stadt Dresden. Die Bandbreite hinsichtlich der Größe der Museen reicht von den sechs Millionen Objekten des Tierkunde- bis hin zu den wenigen 100 Exponaten des inzwischen geschlossenen Sparkassenmuseums. Hervorzuheben ist die große thematische Vielfalt. Ein gutes Dutzend der Museen widmet sich verschiedensten Aspekten der Geschichte Dresdens. Etwa ebenso groß ist die Gruppe der Kunstmuseen, außerdem existieren mehrere explizit personengebundene Museen. Eine weitere wichtige Gruppe sind die Technik- und Verkehrsmuseen, darunter allein drei verschiedene Museen über Schienenfahrzeuge in Dresden. Die Museen sind über das gesamte Stadtgebiet verteilt, konzentrieren sich aber besonders auf die beiden innenstädtischen Stadtbezirke Altstadt und Neustadt, wo zwei Drittel aller Dresdner Museen liegen. Der museenreichste Stadtteil ist hierbei mit 17 Museen die Innere Altstadt, in der sich auch mit dem Residenzschloss, dem Zwinger sowie dem Albertinum die wichtigsten Museumsgebäude befinden.
Viele der landeseigenen Museen gehen ursprünglich auf die Kunstkammer der sächsischen Kurfürsten zurück, in der seit 1560 verschiedenste Reichtümer zusammengetragen wurden. Nach und nach wurden sie als eigenständige Sammlungen aus der Kunstkammer ausgegliedert. Insgesamt 20 Dresdner Museen entstanden noch in der Zeit des Kurfürstentums beziehungsweise Königreichs Sachsen, also vor 1918. Etwa ebenso viele Museen wurden hingegen erst nach der Wende gegründet. Dabei handelt es sich zumeist um Museen freier Träger. Infolge der Luftangriffe auf Dresden gingen 1945 viele innenstädtische Gebäude teilweise mitsamt ihren Ausstellungen verloren, wurden jedoch größtenteils wieder aufgebaut. Ausnahmen sind die Totalverluste des Schilling- und des Körner-Museums der damaligen Städtischen Sammlungen, die drei historischen Dresdner Schulmuseen sowie die Orangerie in Der Herzogin Garten und das benachbarte Logenhaus. Vom Museum des Königlich Sächsischen Altertumsvereins, das mit dem Palais im Großen Garten weitgehend zerstört wurde, blieben einige Restbestände erhalten, weil sie ausgelagert waren und nach dem Krieg an die Skulpturensammlung übergingen. Ebenso enorm waren die Kriegsverluste des Dresdner Kriminalmuseums, bei den Beständen der ausgelagerten Sächsischen Poststube hingegen trat der Verlust erst in der direkten Nachkriegszeit ein. Zurzeit längerfristig geschlossen sind die Betonzeitschiene wegen Platzmangels, die Lichtdruckwerkstatt Dresden wegen Umbaumaßnahmen sowie das Puppenmuseum Dresden. Die Exponate des in den Jahren 2003 bis 2005 bestehenden Automobilmuseums Dresden standen bis 2016 im DDR-Museum Zeitreise in der Nachbarstadt Radebeul. Bereits 2002 schloss das Fahrradmuseum Dresden.

## Legende
- Bild: Zeigt in der Regel das Museumsgebäude oder wichtige Ausstellungsstücke. In Einzelfällen sind Embleme oder Personen abgebildet, deren Namen mit dem Museum eng in Verbindung stehen.
- Name: Nennt den Namen des jeweiligen Museums.
- Trägerschaft: Nennt den jeweiligen Träger. „Staatlich“ steht für ein Museum im Eigentum des Freistaats Sachsen. „National“ steht für das Militärhistorische Museum, das sich in den Händen der Bundeswehr befindet. „Freie Träger“ sind zumeist Vereine oder Stiftungen, in Einzelfällen auch Firmen oder Privatpersonen.
- Thema: Nennt das Thema des Museums. Unterschieden wird in die Gruppen „Geschichte“, „Kunst“, „Literatur“, „Musik“, „Naturkunde“, „Numismatik“, „Spielzeug“, „Technik“ und „Verkehr“.
- Gründung: Nennt das Gründungsjahr des Museums bzw. den ungefähren Gründungszeitraum.
- Gebäude: Nennt das Gebäude, in dem das Museum untergebracht ist.
- Stadtbezirk: Nennt den Stadtbezirk bzw. im Falle Schönfeld-Weißigs die Ortschaft, wo sich das Museum befindet.

## Liste
| Bild | Name | Trägerschaft           | Thema                                                | Gründung             | Gebäude                                 | Stadtbezirk      |
| ---- | --- | ---------------------- | ---------------------------------------------------- | -------------------- | --------------------------------------- | ---------------- |
|      | Archiv der Avantgarden                                                                                        | Staatlich              | Kunst                                                | 2016                 | Blockhaus (Dresden)                     | Neustadt         |
|      | Betonzeitschiene                                                                                              | Frei                   | Geschichte (Plattenbau)                              | 2004                 | ehem. Plattenwerk Johannstadt           | Altstadt         |
|      | Buchmuseum der SLUB Dresden                                                                                   | Staatlich              | Literatur                                            | 1935                 | SLUB Dresden                            | Plauen           |
|      | Carl-Maria-von-Weber-Museum                                                                                   | Kommunal               | Musik                                                | 1957                 | Weber-Haus                              | Loschwitz        |
|      | Deutsches Hygiene-Museum                                                                                      | Staatlich und kommunal | Naturkunde                                           | 1912                 | Deutsches Hygiene-Museum                | Altstadt         |
|      | Eisenbahnmuseum Bw Dresden-Altstadt                                                                           | Frei                   | Verkehr                                              | 2002                 | ehem. Bahnbetriebswerk Dresden-Altstadt | Plauen           |
|      | Erich Kästner Museum                                                                                          | Frei                   | Literatur                                            | 1999                 | Villa Augustin                          | Neustadt         |
|      | Eschdorfer Museum auf dem Dachboden                                                                           | Frei                   | Geschichte (Stadtteil Eschdorf)                      | 1996                 | St.-Barbara-Kirche                      | Schönfeld-Weißig |
|      | Fahrradmuseum Dresden                                                                                         | Frei                   | Verkehr                                              | 1990                 | Umweltzentrum Dresden                   | Altstadt         |
|      | Fernmeldemuseum Dresden                                                                                       | Frei                   | Nachrichtenwesen                                     | 1999                 | Telekomgebäude am Postplatz Dresden     | Altstadt         |
|      | Festung Dresden                                                                                               | Frei                   | Geschichte (Militär)                                 | 1992                 | Brühlsche Terrasse                      | Altstadt         |
|      | Dresdner Fußballmuseum                                                                                        | Frei                   | Geschichte (Fußball)                                 | 2006                 | Stadion Dresden (am Großen Garten)      | Altstadt         |
|      | Galerie Neue Meister                                                                                          | Staatlich              | Kunst                                                | 1931                 | Albertinum                              | Altstadt         |
|      | Gedenkstätte Bautzner Straße Dresden                                                                          | Staatlich              | Geschichte                                           | 1997                 | ehem. Stasi-Zentrale Dresden            | Neustadt         |
|      | Gedenkstätte Münchner Platz Dresden                                                                           | Staatlich              | Geschichte                                           | 1959                 | Georg-Schumann-Bau der TU Dresden       | Plauen           |
|      | Gemäldegalerie Alte Meister                                                                                   | Staatlich              | Kunst                                                | 1722                 | Gemäldegalerie                          | Altstadt         |
|      | Grünes Gewölbe                                                                                                | Staatlich              | Kunst                                                | 1720er Jahre         | Residenzschloss Dresden                 | Altstadt         |
|      | Hans Körnig Museum                                                                                            | Frei                   | Kunst                                                | 2011                 | Wallgäßchen 2                           | Neustadt         |
|      | Palitzsch-Museum                                                                                              | Kommunal               | Geschichte (Stadtteil Prohlis), Astronomie           | 1988                 | Palitzschhof                            | Prohlis          |
|      | Hofmühle Dresden                                                                                              | Frei                   | Geschichte (Stadtteil Plauen), Technik, Gret Palucca | 2006                 | Hofmühle                                | Plauen           |
|      | JohannStadthalle (Dauerausstellung Wohn-Kultur)                                                               | Frei                   | Geschichte (Stadtteil Johannstadt)                   | 2012                 | JohannStadthalle                        | Altstadt         |
|      | Josef-Hegenbarth-Archiv                                                                                       | Staatlich              | Kunst                                                | 1998                 | Hegenbarth-Haus                         | Loschwitz        |
|      | Kleinbauernmuseum Reitzendorf                                                                                 | Frei                   | Geschichte (Landwirtschaft)                          | 1992                 | Kleinbauernmuseum                       | Schönfeld-Weißig |
|      | KraftWerk – Dresdner Energiemuseum                                                                            | Kommunal               | Technik                                              | 2002                 | ehem. Heizkraftwerk Dresden-Mitte       | Altstadt         |
|      | Kraszewski-Museum                                                                                             | Kommunal               | Literatur                                            | 1960                 | Kraszewski-Haus                         | Neustadt         |
|      | Kügelgenhaus – Museum der Dresdner Romantik                                                                   | Kommunal               | Literatur                                            | 1981                 | Kügelgenhaus                            | Neustadt         |
|      | Kunstgewerbemuseum                                                                                            | Staatlich              | Kunst                                                | 1876                 | Schloss Pillnitz                        | Loschwitz        |
|      | Kunsthalle im Lipsius-Bau                                                                                     | Staatlich              | Kunst                                                | 2005                 | Kunstakademie                           | Altstadt         |
|      | Kunsthaus Dresden                                                                                             | Kommunal               | Kunst                                                | 1981                 | Kunsthaus Dresden                       | Neustadt         |
|      | Kupferstichkabinett Dresden                                                                                   | Staatlich              | Kunst                                                | 1720                 | Residenzschloss Dresden                 | Altstadt         |
|      | Leonhardi-Museum                                                                                              | Kommunal               | Kunst                                                | 1905                 | Hentschelmühle                          | Loschwitz        |
|      | Mathematisch-Physikalischer Salon                                                                             | Staatlich              | Technik                                              | 1724                 | Zwinger                                 | Altstadt         |
|      | Militärhistorisches Museum der Bundeswehr                                                                     | National               | Geschichte (Militär)                                 | 1914                 | ehem. Arsenal                           | Neustadt         |
|      | Museum Aktfotoart Dresden                                                                                     | Frei                   | Aktfotokunst                                         | 2019                 | Villa                                   | Neustadt         |
|      | Museum für Mineralogie und Geologie Dresden                                                                   | Staatlich              | Naturkunde                                           | 1857                 | Adolf-Bernhard-Meyer-Bau                | Klotzsche        |
|      | Münzkabinett                                                                                                  | Staatlich              | Numismatik                                           | 1670 (circa)         | Residenzschloss Dresden                 | Altstadt         |
|      | Panometer Dresden                                                                                             | Frei                   | Geschichte                                           | 2006                 | Gasometer der ehem. Gasanstalt Reick    | Blasewitz        |
|      | Polizeimuseum Dresden                                                                                         | Staatlich              | Geschichte (Polizei)                                 | 1894                 | Polizeipräsidium                        | Altstadt         |
|      | Porzellansammlung                                                                                             | Staatlich              | Kunst                                                | 1715                 | Zwinger                                 | Altstadt         |
|      | Puppenmuseum Dresden                                                                                          | Frei                   | Spielzeug                                            | 2002                 | Villa Romantika                         | Neustadt         |
|      | Puppentheatersammlung                                                                                         | Staatlich              | Kunst                                                | 1918 (circa)         | Jägerhof                                | Neustadt         |
|      | Rüstkammer (mit Türckischer Cammer)                                                                           | Staatlich              | Geschichte (Militär)                                 | 1480er Jahre (circa) | Residenzschloss Dresden                 | Altstadt         |
|      | Museum für Sächsische Volkskunst                                                                              | Staatlich              | Kunst                                                | 1913                 | Jägerhof                                | Neustadt         |
|      | Sammlungen und Kunstbesitz der TU Dresden (u. a. mit Historischer Farbstoffsammlung und Sammlung Farbenlehre) | Staatlich              | Technik                                              | 1810 ff.             | Technische Universität Dresden          | Plauen           |
|      | Schillerhäuschen                                                                                              | Kommunal               | Literatur                                            | 2005                 | Schillerhäuschen                        | Loschwitz        |
|      | Schlossmuseum Pillnitz                                                                                        | Staatlich              | Geschichte (Gebäude)                                 | 2003                 | Schloss Pillnitz                        | Loschwitz        |
|      | Schulmuseum Dresden                                                                                           | Frei                   | Geschichte (Schule)                                  | 2006                 | ehem. 48. Volksschule                   | Altstadt         |
|      | Skulpturensammlung                                                                                            | Staatlich              | Kunst                                                | 1729                 | Albertinum                              | Altstadt         |
|      | Sparkassenmuseum                                                                                              | Frei                   | Geschichte (Sparkasse)                               | 1999                 | Elbcenter (ehemals)                     | Pieschen         |
|      | Stadtmuseum Dresden                                                                                           | Kommunal               | Geschichte Dresdens                                  | 1891                 | Landhaus                                | Altstadt         |
|      | Städtische Galerie Dresden                                                                                    | Kommunal               | Kunst                                                | 2002                 | Landhaus                                | Altstadt         |
|      | Straßenbahnmuseum Dresden                                                                                     | Frei                   | Verkehr                                              | 1991                 | Betriebshof Trachenberge                | Pieschen         |
|      | Technische Sammlungen Dresden                                                                                 | Kommunal               | Technik, Feuerwehr                                   | 1966                 | Ernemann-Werke                          | Blasewitz        |
|      | Museum für Tierkunde Dresden                                                                                  | Staatlich              | Naturkunde                                           | 1728                 | Adolf-Bernhard-Meyer-Bau                | Klotzsche        |
|      | Verkehrsmuseum Dresden                                                                                        | Staatlich              | Verkehr                                              | 1956                 | Johanneum                               | Altstadt         |
|      | Museum für Völkerkunde Dresden                                                                                | Staatlich              | Völkerkunde                                          | 1875                 | Japanisches Palais                      | Neustadt         |
|      | Museum zur Geschichte der Windbergbahn                                                                        | Frei                   | Verkehr                                              | 1988                 | Bahnhof Dresden-Gittersee               | Plauen           |